# James Ritty
James Jacob Ritty (29 oktober 1836–29 mars 1918) var en amerikansk restaurangägare och uppfinnare. 1879 öppnade han sin första restaurang i Dayton, Ohio och samma år uppfann han världens första kassaapparat, för att hindra att oärliga anställda stal pengar. 1883 sökte James och hans bror John patent på kassaapparaten. 1882 öppnade han restaurangen The Pony House. Ritty lämnade affärerna 1895. Den 29 mars 1918 dog han av ett hjärtproblem i Dayton.